# Israel Dias Novaes

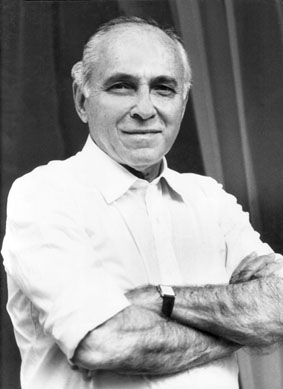
Israel Dias Novaes

Israel Dias Novaes (Avaré, 30 de abril de 1920— São Paulo, 6 de junho de 2009) foi um escritor e político brasileiro. Filho de José de Araujo Novaes (Juca Novaes) e Judith Dias Baptista.
Em Botucatu fez o ginasial e em São Paulo cursou a Faculdade de Direito do Largo de São Francisco, terminando em 1943. Conhecido pelo tratamento familiar “Lalá”. Foi dirigente do Centro Acadêmico XI de Agosto, e dirigiu “O parnaso”, jornal da agremiação. Atuou como repórter, cronista político e redator-chefe do jornal “Correio Paulistano” e foi editor da “Revista Brasileira de Poesia”.

## Político
Diversas vezes foi deputado estadual e deputado federal. No governo Jânio Quadros foi Secretário de Governo e chefe de gabinete, isso em 1956. Criou a Comissão Estadual de Literatura e o Conselho Estadual de Cultura.

Presidente da C.P.I. do Índio;

Instituidor do Seminário sobre censura no Brasil;

Delegado ao Congresso na reunião da UNESCO de Montreal;

Deputado estadual em 1958-1962/ 1962-1966;

Deputado federal em 1966-1968 / 1978-1980/ 1982-1986;
 Vereador de São Paulo/Capital- 1976/1978

## Acadêmico
Ex-presidente e membro das entidades:
- Academia Paulista de Letras;[1]
- Instituto Histórico e Geográfico de São Paulo;
- Instituto Genealógico Brasileiro;
- Academia Paulista de Jornalismo;
- Associação dos Cavaleiros de São Paulo;
- Academia Brasiliense de Letras;
- Academia de Letras de Campos do Jordão;